# جراف رينيت
جراف رينيت هي مدينة في مقاطعة كيب الشرقية في جنوب أفريقيا، وأقدم مدينة في المقاطعة وسادس أقدم مدينة في جنوب أفريقيا، بعد كيب تاون وستيلينبوش ومدينة سيمون وبارل وسويلندام. كانت المدينة مركزًا لجمهورية قصيرة العمر في أواخر القرن الثامن عشر، ونقطة انطلاق لمجموعات الترك العظيم بقيادة جيريت ماريتز و بيت ريتيف، وقدمت الدعم لأعداد كبيرة من المهاجرين الأوائل في 1835-1842.
تعد غراف رينيت موطنًا لآثار وطنية أكثر من أي مدينة أخرى في جنوب إفريقيا. كما تشتهر بكونها سوقًا مزدهرًا للمنتجات الزراعية، وبصناعة المخير وتربية الأغنام والنعام.